# Silvington
 (août 2024).
Silvington est un village du Shropshire, en Angleterre.